# Derya Çayırgan
Derya Çayırgan est une joueuse de volley-ball turque née le 9 octobre 1987 à İstanbul. Elle mesure 1,68 m et joue au poste de libero. 

## Clubs
| Club                 | De        | À         |
| -------------------- | --------- | --------- |
| Yeşilyurt İstanbul   | 2005-2006 | 2009-2010 |
| Ereğli Belediye      | 2010-2011 | 2011-2012 |
| Galatasaray İstanbul | 2012-2012 | 2012-2013 |
| Fenerbahçe İstanbul  | 2013-2014 | 2013-2014 |
| Karşıyaka İzmir      | 2014-2015 | 2014-2015 |
| Çanakkale Belediye   | 2015-2016 | 2015-2016 |
| Halkbank Ankara      | 2016-2017 | 2018-2019 |
| Galatasaray İstanbul | 2019-2020 | …         |

## Palmarès
- Coupe de la CEV
  - Vainqueur : 2014.
  - Finaliste :2012.
- Coupe de Turquie
  - Finaliste :2012, 2014.
- Supercoupe de Turquie
  - Finaliste: 2012.
- Championnat de Turquie
  - Finaliste : 2014.